# 1988 RX4
1988 RX4 är en asteroid i huvudbältet som upptäcktes den 2 september 1988 av den belgiska astronomen Henri Debehogne vid La Silla-observatoriet.
Asteroiden har en diameter på ungefär 4 kilometer och den tillhör asteroidgruppen Nysa.